# Oberkloster Neuss
Das Oberkloster war eine Niederlassung der regulierten Augustinerchorherren bei Neuss. Seinen Namen erhielt es durch das in der Nähe gelegene Obertor. Es wurde um 1181 gegründet und bestand mit Unterbrechung zwischen 1623 und 1628 bis zur Aufhebung 1802. Es gehörte seit 1430 zur Windesheimer Kongregation.

## Geschichte
1181 wurde das Kloster durch einige Mitglieder des Kölner Domkapitels gegründet. Der offizielle Name war „Kloster zur heiligen Maria Magdalena außerhalb der Mauern“. Das Kloster wurde durch Erzbischof Philipp von Heinsberg reich mit Gütern beschenkt. Unter anderem hatten die Regularherren einen Hof mit 70 Morgen Land in Selikum, der bis heute Nixhof genannt wird. Das Kloster lag kurz vor dem Obertor an der Straße nach Köln.
Die Brüder hatten auch die Seelsorge auf dem Marienberg inne, wo sich seit 1439 ein Kloster der Augustiner-Chorfrauen befand. 
Herzog Karl der Kühne nutzte 1474/75 bei der Belagerung von Neuss das Kloster als Stützpunkt und schlug im Klostergarten seine Zelte auf. Der Prior hatte es aufgrund einer Warnung geschafft, das Kloster rechtzeitig zu evakuieren und die wertvollen Gegenstände in Sicherheit zu bringen. Die Kanoniker wurden auf andere Klöster verteilt. Nur wenige Chorherren blieben in der Stadt und im Kloster zurück. Einer von ihnen schilderte einige Ereignisse der Belagerung in einer Chronik, die 1474 abbricht. Nach dem Abzug der Belagerer erholte sich das Kloster wieder.
Das Oberkloster wurde 1583 aus strategischen Gründen von den Bewohnern der Stadt Neuss abgebrochen, um zu verhindern, dass Angreifer es erneut als Stützpunkt nutzten. Der Begräbnisplatz der Konventsmitglieder ging damit verloren, von da an befand sich die Grablege der Regularherren in der Marienbergkirche.
Als Graf Adolf von Neuenahr 1585 das Kloster Marienberg stürmte, kamen auch die Schätze des Oberklosters, die man dort in Obhut gegeben hatte, in die Hände der Plünderer.
Nur wenige Konventuale blieben danach in der Stadt, die meisten zogen ins Kloster Herrenleichnam nach Köln und kehrten erst 1587 zurück nach Neuss.
1601 erwarben die Regularkanoniker ein Gelände an der Brückstraße in der Stadt und 1603 wurde der Bau eines neuen Klosters begonnen, das 1607 eingeweiht wurde.
1622 wurde der Konvent jedoch auf Erlass des Papstes Gregor XV. aufgelöst und mit dem Kölner Konvent Herrenleichnam zusammengelegt. Ursache waren ungerechtfertigte Vorwürfe von schlechter Amtsführung und Herumtreibereien der Chorherren. Diese fügten sich nicht und verschanzten sich im Kloster. Sie sollten zunächst durch ein Verbot von Lebensmittellieferungen gefügig gemacht werden, dies gelang jedoch nicht. So ließ man ein Loch in die Mauer brechen und einige der älteren und kranken Brüder heraustragen. Die Kirche und das Kloster wurden 1624 den Franziskanern übertragen.
Die Stiftsherren bemühten sich in der Folge eifrig, ihren Besitz und ihre Ehre zurückzuerlangen. Nach mehrjähriger Untersuchung wurde der Beweis erbracht, dass die Anklage nicht gerechtfertigt war. So wurden die Kanoniker 1628 rehabilitiert und erhielten das Kloster zurück.
Das Kloster bestand danach ununterbrochen bis zur Säkularisation 1802.